# Хосе Сегрельєс
Хосе Сегрельєс  (ісп. Josep Segrelles Albert 1885, Албайда біля Валенсії — 1969) — іспанський художник, відомий як аквареліст. Працював ілюстратором у декількох журналах, художником книги, а також по замовам від церкви.

## Життєпис

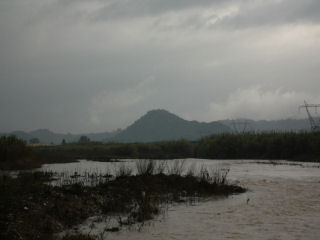
Річка Албейда, що дала назву місту.

Народився в містечку Албайда поблизу Валенсії.
Художнє навчання опановував в Королівській Академії Сан Карлос, в ремісничій школі в Валенсії і в Барселоні.
Перші успіхи прийшли у 1920-ті роки.
З 1930 р. перебрався в Нью-Йорк, США. Декілька років працював ілюстратором англомовних видань у 1927—1936 рр. (The Ilustrated London News та інших). Мав успіх як художник книги.
Повернувся в Іспанію. Працював по замовлення церкви та як художник книги (світлини до «100 і одна ніч», "Дон Кіхот" та ін.)
У місті Албайда по смерті художника створено його меморіальний музей. Твори художника зберігають декілька художніх музеїв Іспанії.